# بلو اسپرینگز (آلاباما)
بلو اسپرینگز شهری است در ایالت آلاباما در کشور آمریکا.

## مکان
بلو اسپرینگز در موقعیت () قرار دارد.
با توجه به اطلاعات اداره آمار آمریکا مساحت آن در حدود ۷٫۵ کیلومترمربع است.

## مردم‌شناسی
با توجه به آمار سال ۲۰۰۰ جمعیت آن ۱۲۱ نفر، ۴۹ خانواده در آن ساکن هستند.
تعداد ۵۴ واحد خانه در هر مساحت تقریبی (۷،۲akm²) قرار دارد.
۲۲،۳% درصد از خانواده‌های فرزند زیر ۱۸ سال داشتند که از این تعداد ۶۷،۳% درصد زوج بوده و ۶،۱% درصد زنان بدون شوهر و ۲۴،۵% درصد نیز غیر خانواده بودند.
متوسط درآمد یک خانواده در حدود ۳۸،۲۵۰ دلار آمریکا است و زنان درآمد متوسط ۲۷،۰۰۰ دلار آمریکا و مردان درآمد متوسط ۲۱،۵۰۰ دلار آمریکا به‌دست می‌آورند.